# Guido Benedikt Beck

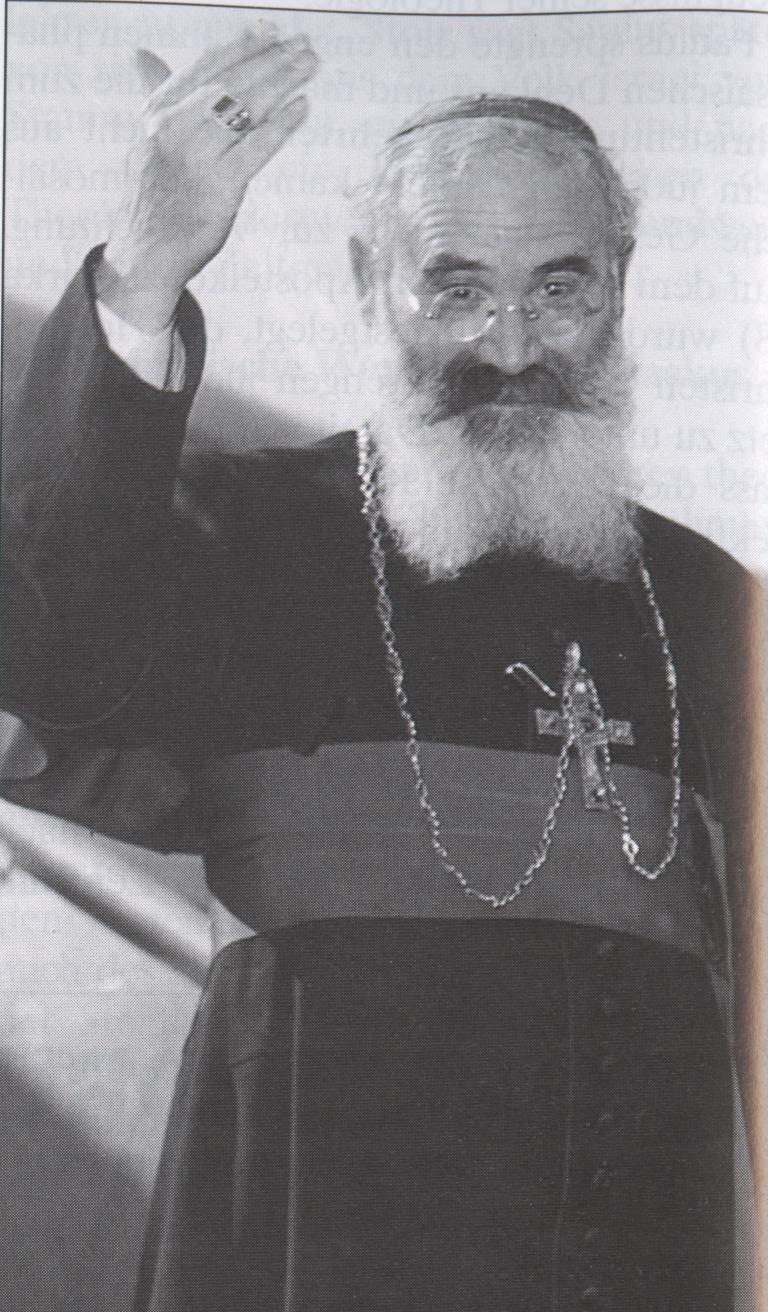
Guido Benedikt Beck, Apostolischer Vikar von Araukanien.

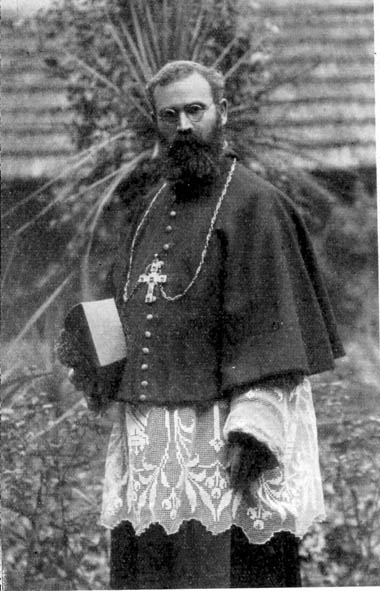
Guido Benedikt Beck, 1928

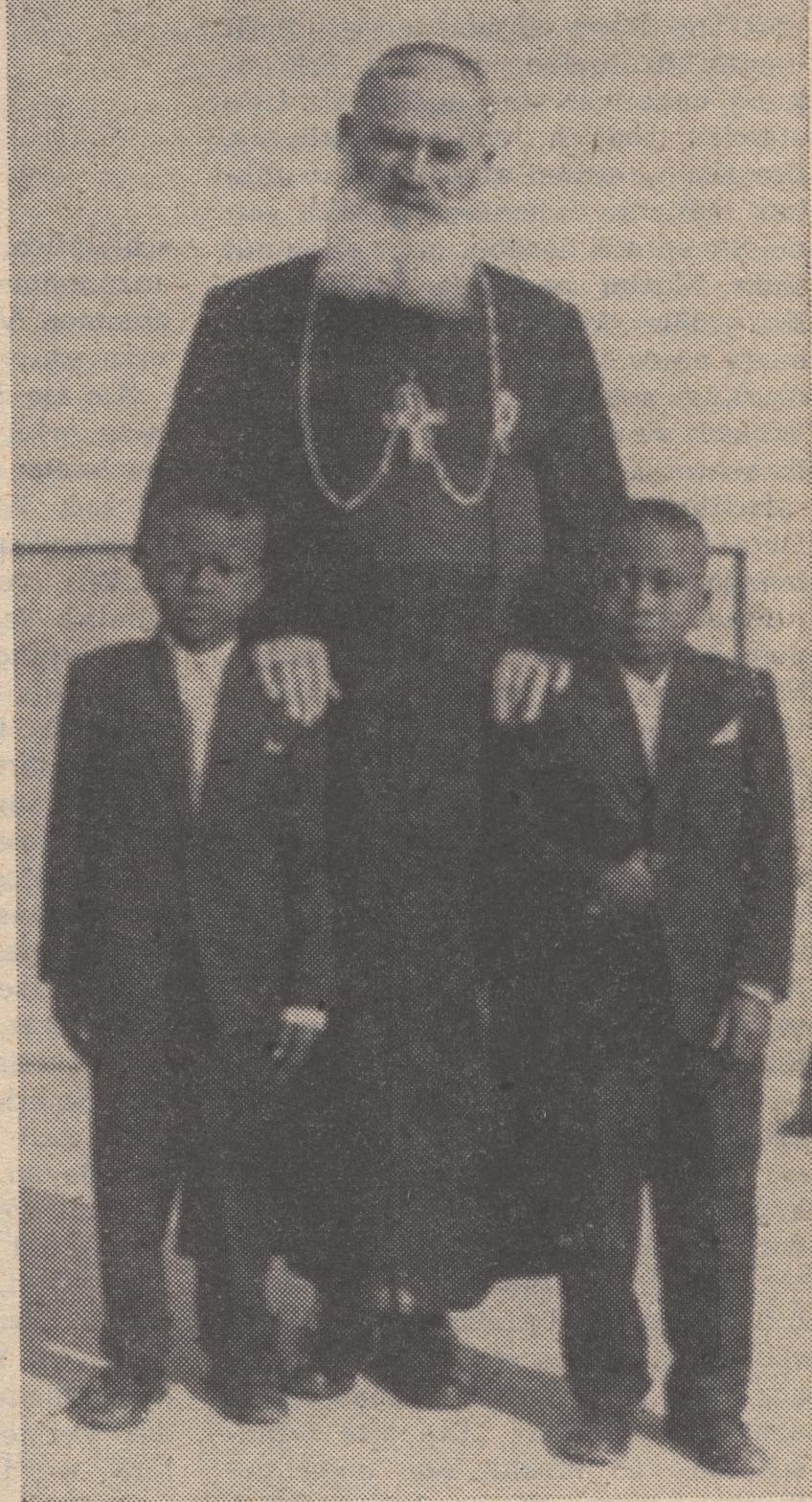
Bischof Guido Benedikt Beck

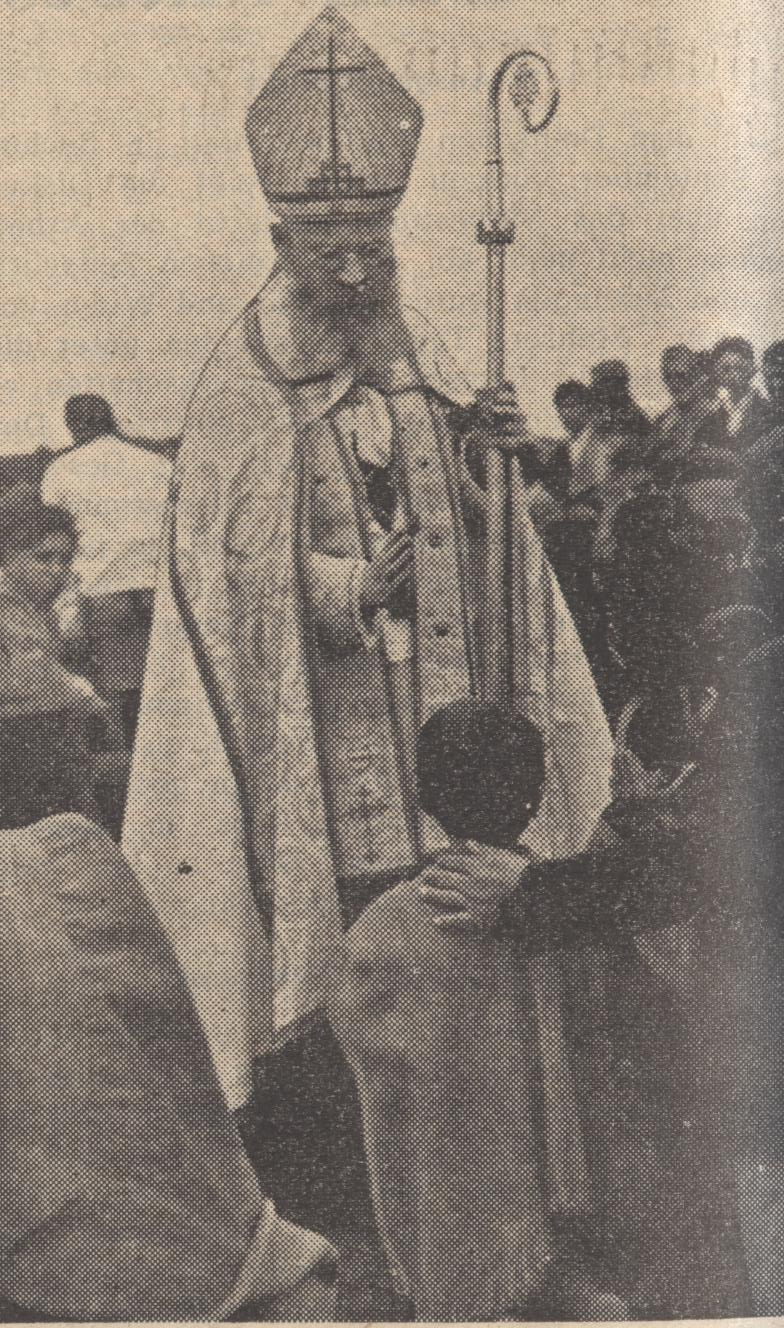
Bischof Beck spendet einem Indianerjungen die Firmung

Guido Benedikt Beck OFMCap (* 9. Dezember 1885 in Ramberg (Pfalz); † 5. März 1958 in Villarrica, Chile) war ein römisch-katholischer Ordensgeistlicher aus der Diözese Speyer, Indianermissionar, ab 1924 Apostolischer Präfekt und von 1928 bis 1958 Apostolischer Vikar von Araukanien.

## Leben

### Herkunft und Wirken in Deutschland
Guido Benedikt Beck wurde 1885 in Ramberg, in der Südpfalz, Bistum Speyer, Königreich Bayern geboren. Seine Jugend verbrachte er in Kaiserslautern. Danach trat er in den Orden der Bayerischen Kapuziner in Burghausen ein und wurde Novize im Kloster Laufen, Oberbayern. Am 22. Juli 1905 legte Guido Beck die ewigen Gelübde ab und empfing am 25. Juni 1910 die Priesterweihe. Seine Primizmesse hielt er im heimatlichen Kaiserslautern in der Marienkirche. Zunächst wirkte der Pater im Kapuzinerkloster zu St. Ingbert, in seiner Heimatdiözese Speyer.

### In der Mission
Da die bayerischen Kapuziner einen Missionsbezirk in Chile, in der Provinz Araukanien besaßen, sandte man den jungen Ordensmann 1912 nach Südamerika. In seinem neuen Wirkungskreis betreute er diverse Seelsorgestationen und übernahm schließlich eine Andenpfarrei. Er lernte spanisch und besonders die Indianersprache Mapudungun des Mapuche-Stammes, dem große Teile der Bevölkerung angehörten.
Die Kapuziner bemühten sich seit Übernahme der Mission nachhaltig um die benachteiligten Indianer und stellten sich von Anfang an schützend an ihre Seite. Dies zeigt sich im Wirken von Guido Beck ganz deutlich.

### Missionsbischof
Am 20. Januar 1925 wurde der Pfälzer, der nach Kapuzinerart seinem Namen den heimatlichen Ortsnamen beifügte und sich Guido Beck de Ramberga nannte, Apostolischer Präfekt von Araukanien mit Sitz in Villarrica. Papst Pius XI. erhob die Präfektur am 28. März 1928 zum Apostolischen Vikariat und ernannte Guido Beck de Ramberga gleichzeitig zum Apostolischen Vikar von Araukanien sowie zum Titularbischof von Mastaura in Asia. Die Bischofsweihe spendete ihm der Apostolische Nuntius in Chile, Erzbischof Ettore Felici, am 5. August desselben Jahres in der Kathedrale von Santiago de Chile; Mitkonsekratoren waren der österreichische Missionsbischof und Apostolische Administrator von Valdivia, Augusto Klinke Leier und der Militärvikar von Chile, Rafael Edwards Salas.
Bischof Beck lagen in seinem Wirken als Apostolischer Vikar drei Hauptpunkte besonders am Herzen: der Schutz der indianischen Bevölkerung vor betrügerischen Weißen, der Aufbau eines einheimischen Klerus sowie die Hebung der Bildung durch Eröffnung von Schulen. Der Pfälzer Bischof gründete ein Priesterseminar, 200 Volksschulen, viele Lehrwerkstätten und Landwirtschaftsschulen, mehrere Hauswirtschaftsschulen für Mädchen, eine Lehrerbildungsanstalt, drei Krankenhäuser und 39 Erste-Hilfe-Stationen. Auch eine einheimische Schwesternkongregation rief er ins Leben. Zusammen mit seinen Mitbrüdern erkämpfte er bei der Regierung ein Indianer-Schutzgesetz, um die Rechte der ca. 120.000 Ureinwohner sicherzustellen. Die südamerikanische Bischofskonferenz konstatierte 1955, dass das Apostolische Vikariat Araukanien, die bestorganisierte Mission in Südamerika sei.
Guido Beck musste in der NS-Zeit viele Schmähungen und Beleidigungen von zahlreichen Chile-Deutschen erdulden. Außerdem wurde er hinsichtlich seiner Äußerungen bespitzelt. Dennoch vergaß er die alte Heimat nicht und organisierte nach dem Zweiten Weltkrieg in Chile sofort eine großangelegte Hilfsaktion für die notleidende deutsche Bevölkerung.
Dreimal besuchte der Bischof seine Heimat und konnte immer Missionare zur Unterstützung anwerben. Am 18. Juni 1950 feierte er sein 40-jähriges Priesterjubiläum im pfälzischen Kaiserslautern und gestand bei diesem – seinem letzten – Heimatbesuch: „Ich bin noch ein Ramberger mit Leib und Seele!“ Kurz zuvor war er in Rom von Papst Pius XII. empfangen worden. Der Hl. Vater habe die Frage gestellt, wo der Bischof herstamme, und er habe gesagt: „Aus der ‚großen’ Stadt Ramberg in der Rheinpfalz.“ Darauf habe der Papst spontan geantwortet: „Bayern und Pfalz, Gott erhalt’s!“ Zu seinem 25-jährigen Bischofsjubiläum sandte ihm der Pontifex 1953 handschriftliche Gratulationen und der deutsche Botschafter in Chile überbrachte ein persönliches Glückwunschschreiben von Bundespräsident Theodor Heuss.

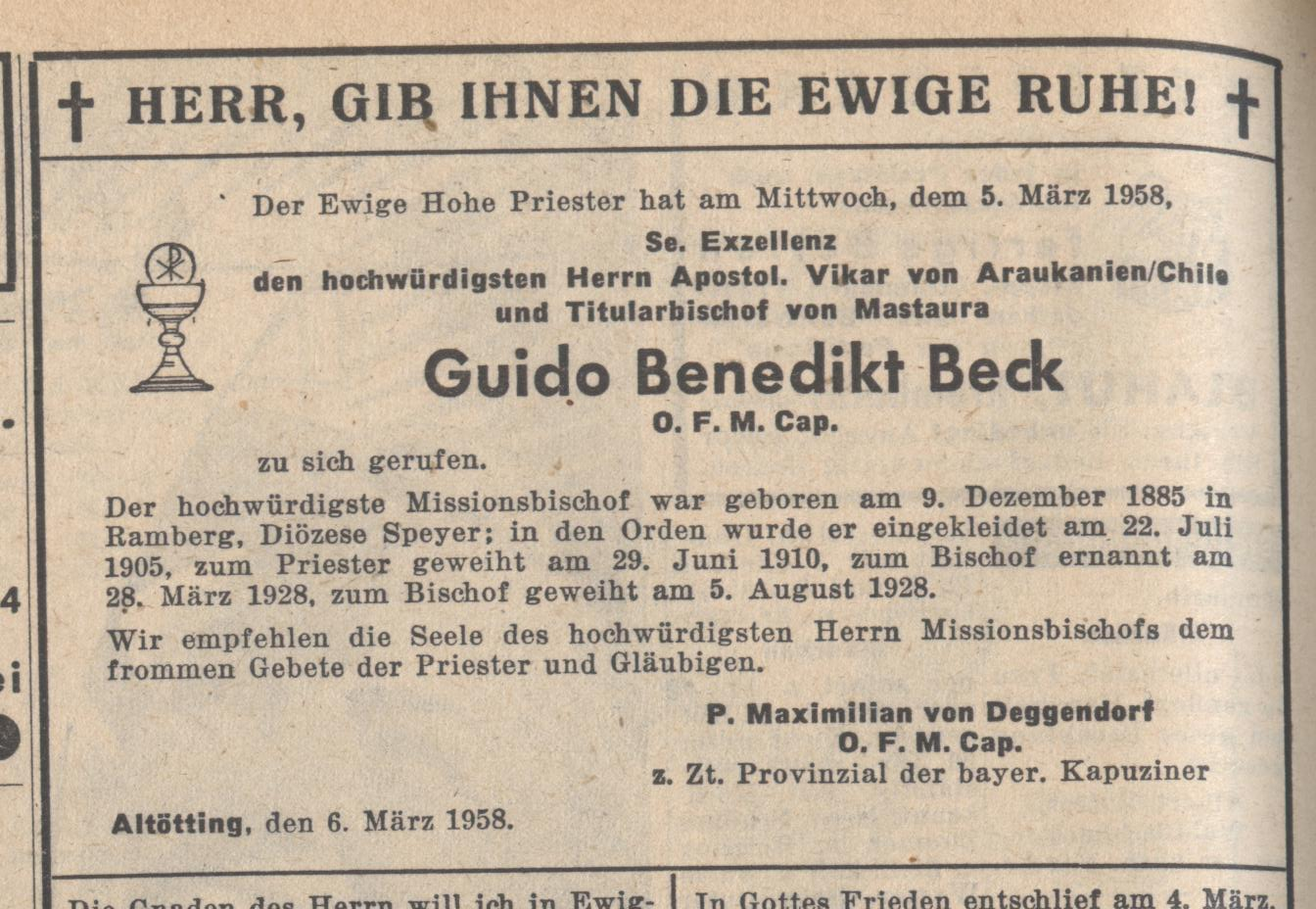
Todesanzeige von Bischof Beck, aus "Der Pilger", Diözesanzeitung Speyer.

Ab diesem Jahr ließen die gesundheitlichen Kräfte des Oberhirten merklich nach. Einen Tag vor seinem Tod sagte er in der bischöflichen Kapelle zu den Gläubigen: „Euer Bischof ist schon alt und krank und wird bald sterben. Ihr müsst für ihn beten. Er wird Euch auch von droben aus nicht vergessen.“ Am nächsten Morgen, dem 5. März 1958 erlitt Beck, nachdem er sich gerade angekleidet hatte, gegen 8 Uhr einen Hirnschlag und verstarb daran. In Anwesenheit von zahlreichen geistlichen und weltlichen Würdenträgern – auch von der deutschen Botschaft – nahm der Apostolische Nuntius die Exequien vor. Als Vertreter der chilenischen Regierung fand dabei der Gouverneur der Provinz Villarrica die Worte: 

„Im Namen von Chile sage ich tausend Dank für den Samen, den Ihr gesät habt in diesem Land, tausend Dank für all das Gute was Ihr uns Chilenen getan habt. Die Erde, die Euere Geburtsstunde gesehen hat und die Erde, die Euch jetzt aufnimmt, sind gleichermaßen erschüttert in diesem Augenblick…“

Wappen

Bischof Beck de Ramberga wurde in der Kathedrale von Villarrica, wo das Vikariat seinen Sitz hatte, beigesetzt. 2001 errichteten man dort das heutige Bistum Villarrica. Direkter Nachfolger von Bischof Beck als Apostolischer Vikar wurde sein Weihbischof und Koadjutor (seit 1956), der Kapuziner Wilhelm Hartl aus Laufen in Oberbayern. Dessen Nachfolger Sixtus Josef Parzinger erlebte die Erhebung seines Vikariats zur regulären Diözese.
Zum Jurisdiktionsgebiet von Bischof Beck gehörte auch die bekannte Osterinsel, die er mehrfach besuchte, da sich dort eine Missons-Außenstelle mit Leprastation unter dem bekannten bayerischen Kapuzinerpater Sebastian Englert befand.

## Werke von Bischof Beck
- Die Mission der bayerischen Kapuziner unter den Indianern in Chile. Freunden und Förderern der Indianermission gewidmet. Altötting 1929.